# Disneyland Resort Line (métro de Hong Kong)
La Hong Kong Disneyland Resort Line est la ligne de chemin de fer dédié permettant de relier le complexe de loisirs Hong Kong Disneyland Resort au MTR (Mass Transit Railway), le métro de Hong Kong. Elle est ouverte depuis le 1er août 2005.

## La ligne
Le MTR propose deux lignes permettant de relier Hong Kong à l'île de Lantau où est situé Hong Kong Disneyland Resort: Tung Chung Line et Airport Express.

Airport Express relie directement Hong Kong à son aéroport avec uniquement deux arrêts.

La station Sunny Bay, située sur la Tung Chung Line est le point de départ de la Hong Kong Disneyland Resort Line 
qui se déroule sur 3,5 kilomètres jusqu'à la station Disneyland Resort.

Les trains se succèdent à des intervalles de 4 à 10 minutes avec une durée de trajet de 4 à 5 minutes.

## Le train

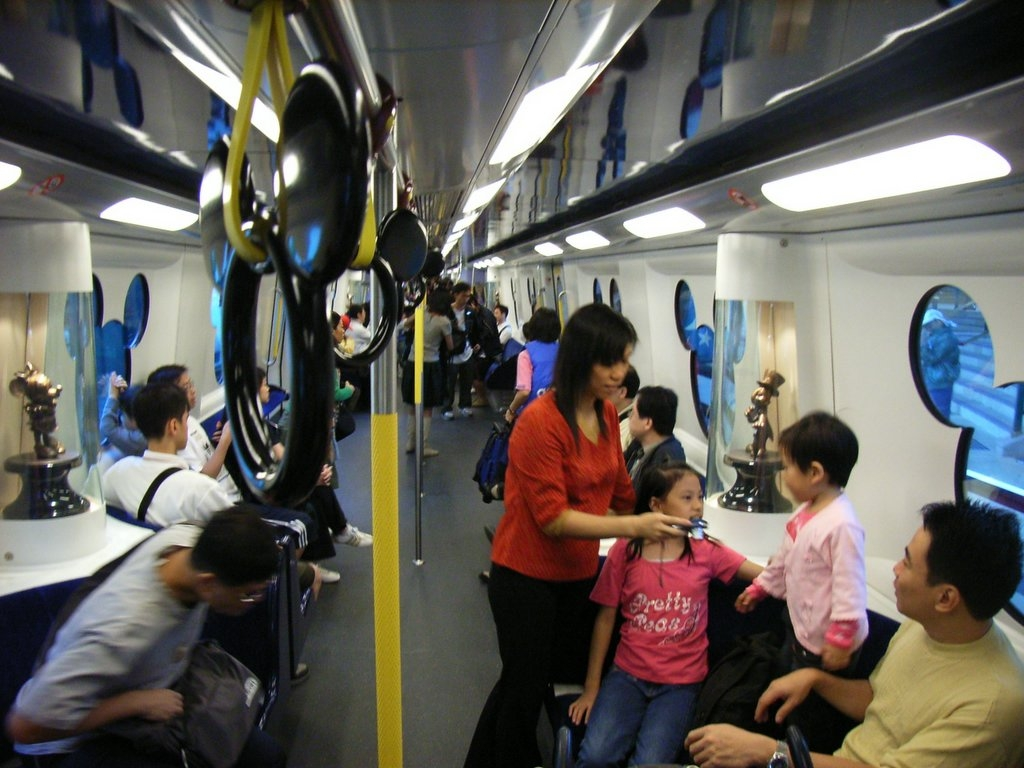
Intérieur d'une voiture.
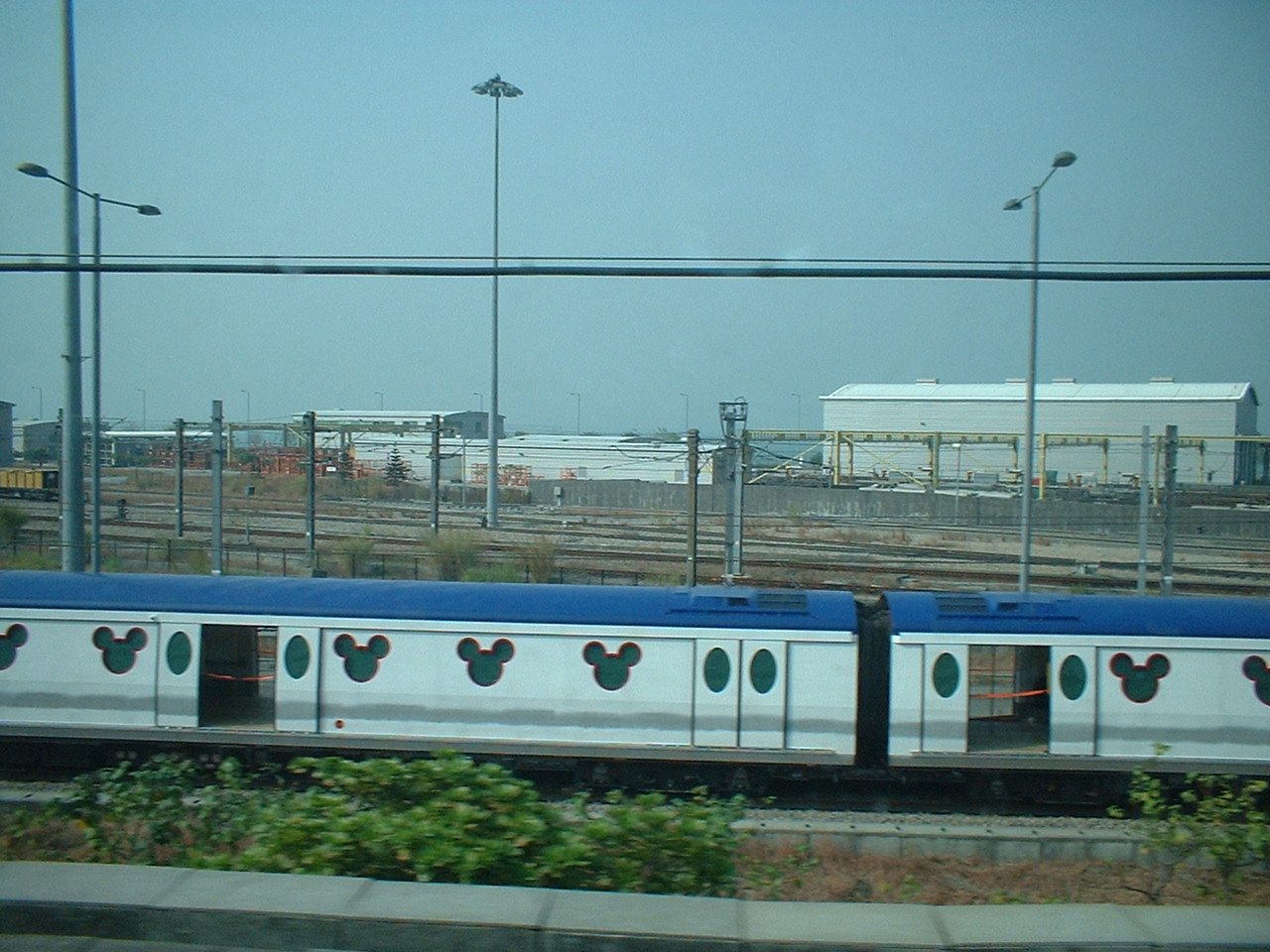
Extérieur des voitures.
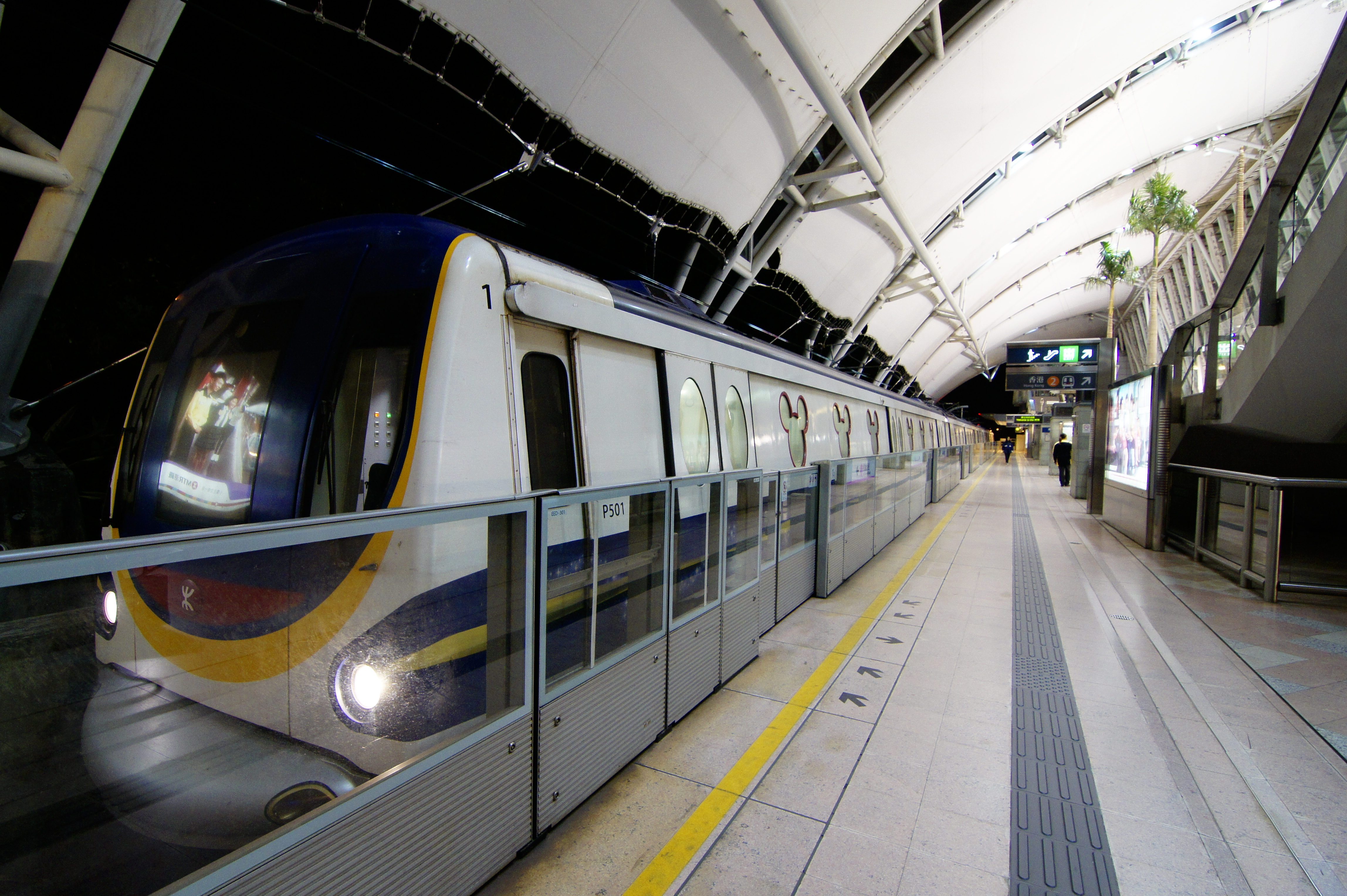
Une rame de la Disneyland Resort Line à Sunny Bay (île de Lantau).

Les trains sont composés de 4 voitures (chaque voiture pouvant accueillir jusqu'à 180 passagers) et peuvent être  augmentés jusqu'à 8 voitures. 

Ces transports ont été thématisés à partir de voitures existantes pour s'accorder à l'univers Disney: décoration intérieure, fenêtre en forme de silhouette Mickey.

## Les gares

### La gare de Sunny Bay
Cette gare se situe de l'autre côté de l'île de Lantau et fait face au nouvel aéroport international de Hong Kong. Elle a été construite en partie sur un polder. Les trains de la MTR s'arrêtent sur le côté maritime dans une gare de métro normale à deux quais se faisant face de part et d'autre des voies. D'un côté les voyageurs rejoignent le centre-ville, de l'autre l'aéroport. Le polder a permis la création d'une zone d'échange de transports avec des arrêts de bus, de taxis et des parkings.
Une troisième voie a été construite entre la gare de métro et le nœud autoroutier disposé à flanc de montagne juste au niveau du col permettant de rejoindre le parc. C'est la gare de la ligne privée de Disney. L'architecture évoque celle d'une aile. Une importante verrière inclinée de quelques degrés fait face à l'océan et à l'aéroport tandis qu'une toile redescend vers les rails jusqu'au pied de la montagne. La verrière est prolongée par deux ponts enjambant les voies du métro. Le décor intérieur n'est pas différent des autres stations de la MTR.

### La gare de Disneyland Resort
La gare est située à une extrémité de la Disney's Park Promenade, allée pédestre qui forme l'axe principal nord-sud du complexe et qui relie la gare au parc à thème et aux hôtels. 

Elle jouxte un pont (enjambant le chemin de fer) qui relie le parking et la station de bus à l'esplanade-promenade.
Elle adopte une architecture mêlant le style victorien pour les détails à l'art nouveau, dont les édicules du métro parisien par Hector Guimard et les halles de Baltard. Elle est située en sous-sol par rapport à l'esplanade permettant de rejoindre le parc. Elle prend la forme d'un auvent métallique qui couvre en partie la voie et s'élève au sud pour abriter les escaliers. Au sommet des escaliers, une autre voûte métallique surmonte les caisses et les portillons de sortie.
Afin de réduire l'emprise au sol de l'édifice, les escaliers et les escalators ont été disposés en diagonale. Les visiteurs descendent et montent du même côté du train.